# Arcade Fire
Gli Arcade Fire sono un gruppo musicale indie canadese formatosi nel 2001 a Montréal. Il gruppo è composto dal cantante e frontman statunitense Win Butler, da sua moglie, la polistrumentista Régine Chassagne e da Richard Reed Parry, Tim Kingsbury, Jeremy Gara e Sarah Neufeld. Il gruppo ha debuttato nel 2003 con l'EP eponimo. L'anno seguente uscì l'album Funeral, ricevendo un grande consenso da parte della critica specializzata, e un modesto riscontro commerciale; altri due lavori discografici hanno ottenuto crescente successo di critica e di pubblico: Neon Bible, pubblicato nel 2007, è stato definito "uno dei migliori album indie rock della storia", mentre il successivo The Suburbs ha debuttato al primo posto della Billboard 200 e ha ottenuto il Grammy per il Miglior album dell'anno, primo album indipendente a ricevere tale riconoscimento.

## Stile musicale
La band è nota per la ricchezza del proprio sound, caratterizzato da armonizzazioni complesse, date dall'interazione tra diversi strumenti musicali, tra cui chitarre, batteria, basso, pianoforte, violino, viola, violoncelli, contrabbasso, xilofono, glockenspiel, tastiera, corno francese, fisarmonica, arpa, mandolino, organo e ghironda, oltre che per le abilità esecutive dal vivo.
Gli Arcade Fire hanno ottenuto diversi riconoscimenti e hanno ricevuto apprezzamenti anche da altri artisti, quali David Bowie, Chris Martin, Simple Minds e Bono.
Oltre all'attività musicale, la band ha sperimentato diverse forme di espressione artistica, tra cui un progetto cinematografico realizzato con la regia di Spike Jonze, Scenes From the Suburbs, inizialmente presentato nel 2011 al Festival internazionale del cinema di Berlino e successivamente pubblicato in rete.

## Storia del gruppo

### Formazione (2001)
Il nucleo originale del gruppo, costituito da Win Butler e da Josh Deu, muove i primi passi a Boston con il nome Arcade Fire. Una delle prime registrazioni risale al 2001, poco prima che la band si trasferisca a Montréal. Lì il gruppo comincia a esibirsi principalmente in piccole location come appartamenti e gallerie d'arte, nonché a competizioni fra band allestite a Montréal e a festival locali o universitari. Nella città canadese Win incontra la futura compagna; stando al booklet di Funeral "il caldo costrinse i due a sposarsi". In quel periodo la band era costituita dal duo Chassagne-Butler insieme al cofondatore Josh Deu, al bassista Mules Broscoe, al chitarrista Dane Mills e a Brendan Reed, che condivideva l'appartamento con la coppia.
Nell'estate del 2002 la formazione originaria comincia a sgretolarsi, dopo che tutti si erano trasferiti nel ranch dei Butler nel Maine per registrare il loro primo EP, intitolato Arcade Fire (evento tra l'altro ricordato in Half Light II (No Celebration)). Alcune tensioni tra Win e Broscoe portano alla fuoriuscita di quest'ultimo dalla band, successivamente seguito anche da Richard Perry e da Mills, addirittura nel bel mezzo di un concerto alla "Casa del Popolo" di Montréal. In sostituzione dei due ex-membri subentrano il fratello di Win, William Butler, e Tim Kingsbury, permettendo così la successiva pubblicazione di un secondo demo (noto come Us Kids Know), dove figura una prima versione di No Cars Go, successivamente inclusa in Neon Bible. Prima della fine del primo anno di promozione, la band ottiene un contratto con l'etichetta indipendente "Merge Records", con la quale continua tuttora a pubblicare album.

### Funeral(2004-2006)
L'album di debutto viene pubblicato nel settembre 2004 in Canada e nel febbraio 2005 in Gran Bretagna. Ispirato alle improvvise morti di diversi parenti dei componenti della band durante la registrazione, l'album è dominato da un suono barocco, ricco e malinconico, espresso principalmente in tracce come Wake Up, Une Anne Sans Lumiere, o In the Backseat. Haiti rappresenta l'elegia rivolta alla terra natale di Régine, definita mestamente "madre ferita che non rivedrò mai". Alcuni critici hanno evidenziato la contrapposizione tra la tristezza annunciata dal titolo e l'esaltazione della vita espressa nell'album.
L'album ottiene un enorme successo di critica, ottenendo in alcuni casi il massimo nella scala dei giudizi. Pubblicazioni specializzate quali "Pitchfork" (che gli assegna uno dei punteggi più alti degli ultimi anni, 9.7/10), "Filter", "No Ripcord" lo nominano album dell'anno, mentre quasi tutte le altre riviste musicali lo collocano nelle top-ten. Funeral viene certificato disco di platino in Canada e in Gran Bretagna e vende circa mezzo milione di copie in America, cifra ragguardevole per un'uscita indipendente, poco esposta alla promozione televisiva o radiofonica.
Alla pubblicazione dell'album segue un tour, che, iniziato nel 2004 in locali di piccola portata, continua fino alla metà del 2005, richiedendo frequenti cambi di location per via della crescente popolarità della band. Il tour tocca gli Stati Uniti, il Canada, l'Europa, il Giappone e vari festival musicali tra cui l'"Halifax Pop Explosion", il "Coachella Valley Music and Arts Festival" (di fronte a un pubblico di circa 15,000 persone), il "Sasquatch! Music Festival", il "Lollapalooza", il "Reading and Leeds Festival" in Inghilterra, l'"Electric Picnic" in Irlanda e il "Lowlands Festival" nei Paesi Bassi.
Nel maggio 2005 la band pubblica un nuovo singolo, Cold Wind mentre alcune canzoni dell'album, tra cui Wake Up, Rebellion (Lies) e Neighborhood #1 (Tunnels) vengono utilizzate dalla BBC in pubblicità televisive. Il 9 settembre 2005 la band appare nello special televisivo britannico e statunitense "Fashion Rocks", dove viene raggiunta da David Bowie in una performance di Wake Up; con Bowie la band suona anche Life on Mars? e Five Years. Successivamente, gli Arcade Fire appaiono anche in una puntata del Late Show with David Letterman e tengono un concerto a Central Park, dove vengono sorpresi da un'improvvisa apparizione di David Bowie. Gli Arcade Fire in seguito aprono tre date del Vertigo Tour degli U2.
Il successo dell'album approda anche alla commissione dei Grammy, che nomina Funeral nella categoria "Best Alternative Rock Album" e la nuova canzone Cold Wind nella categoria "Best Song Written for a Motion Picture, Television or Other Visual Media categories (Six Feet Under, Vol. 2: Everything Ends)". Seguono tre nomination ai Brit Awards ("Miglior Gruppo Internazionale", "Miglior Album Internazionale", "Miglior Debutto Internazionale") e una vittoria come "Cantautori dell'Anno" ai Juno Awards nel 2006.
A sei anni dalla pubblicazione, Funeral viene incluso in quasi tutte le classifiche dei migliori album del decennio, classificandosi secondo nelle liste di "Pitchfork" e "Consequence of Sound", quarto in quella di "Slant", sesto in quella di "Rolling Stone" e settimo in quella del "NME".

### Neon Bible(2007-2008)

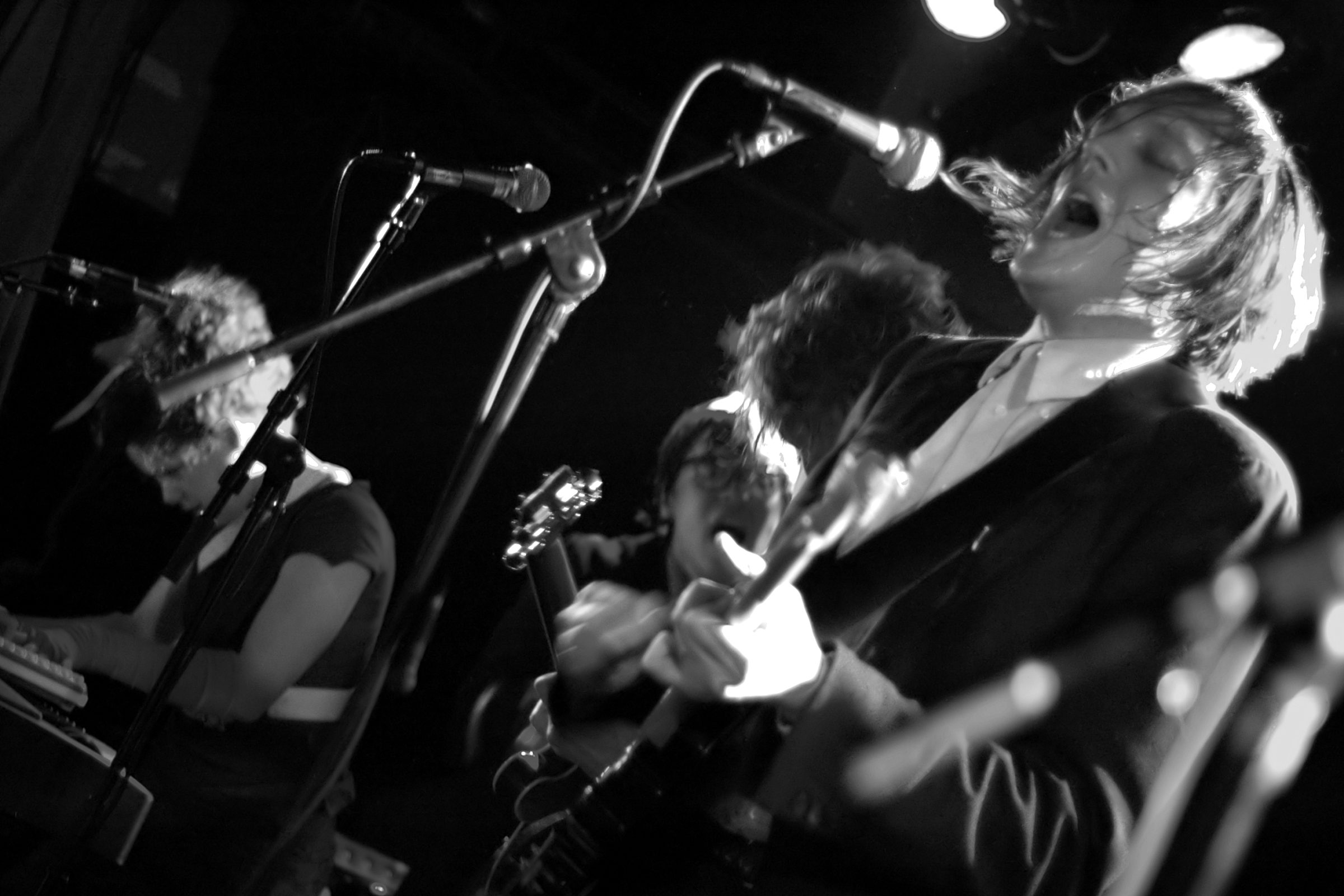
Gli Arcade Fire durante una performance dal vivo nel 2005

Dopo il successo ottenuto con l'album di debutto, la band passa il periodo compreso tra la fine del primo tour e l'inizio delle registrazioni del secondo album riconvertendo una piccola chiesa dismessa nella cittadina di Farnham (Quebec) in uno studio di registrazione. Nel dicembre 2006 viene pubblicata su iTunes una traccia inedita, Intervention, allo scopo di raccogliere soldi in favore dei "Partners In Health", un'associazione no profit di Boston. L'album integrale viene pubblicato peer to peer il 26 gennaio 2007 mentre la commercializzazione effettiva avviene il 5 marzo in Gran Bretagna e il giorno successivo in America.
La risposta del grande pubblico è maggiore di quella ottenuta con l'album di debutto: Neon Bible debutta in seconda posizione sia nel mercato statunitense sia in quello britannico, mentre raggiunge la prima posizione sia in Canada sia in Irlanda, oltre che nella classifica rock. L'album ottiene il disco d'oro sia in Canada sia in Inghilterra, mentre, stando ai dati di Billboard, muove una quantità di copie pari a quella del suo predecessore negli Stati Uniti.
L'album riceve un consenso universale dalla critica, simile a quello riservato a Funeral: i critici lodano la natura epica e grandiosa del progetto, evidenziandone il carattere più cupo e grave e l'attenzione rivolta a problemi di ordine globale, come i cambiamenti climatici, la guerra in Iraq, la fine del mondo in generale; taluni lo interpretano come una visione sull'America post 11 settembre. Il critico statunitense Robert Christgau assegna all'album un raro A+, commentando: "Cadono a terra, invece di tuonare; ma quale imponente e gioiosa caduta."
La rivista inglese Q dichiara gli Arcade Fire "l'evento più esaltante sulla Terra".
Il 24 febbraio 2007 la band appare per la prima volta al Saturday Night Live, dove si esibisce in "Intervention" e "Keep the Car Running". L'album ottiene una nomination al Polaris Music Prize ma non vince. La band decide di non partecipare alla compilation pubblicata a seguito dell'evento per un'avversione nei confronti delle compilations musicali.
A supporto dell'album, la band intraprende un tour di 122 date, che tocca 19 paesi e 75 città, tra cui il Nord America e l'Europa, ma anche l'Australia e la Nuova Zelanda, paesi non coinvolti nel primo tour del 2005. Il 14 ottobre 2007 Win e Régine intervengono a sorpresa al concerto di Ottawa di Bruce Springsteen, dove cantano "State Trooper" e "Keep the Car Running". La band inoltre si è impegnata a devolvere un euro, una sterlina o un dollaro di ogni biglietto acquistato per il loro show ai "Partners In Health", organizzazione attiva anche a Haiti. Inoltre, gli Arcade Fire hanno registrato "Lenin", una canzone contenuta nell'album Dark Was the Night dei Red Hot Organization, i cui profitti sono stati devoluti interamente alle organizzazioni benefiche a sostegno della lotta all'HIV. Sono stati raccolti 850.000 dollari, di cui 300.000 sono stati donati interamente dalla band.

### The Suburbs(2010-2011)
Tra la pubblicazione di Neon Bible e del terzo album in studio, la band ha concluso il lungo tour intrapreso nel 2007. Inoltre, Win Butler ha apertamente sostenuto l'elezione a presidente degli Stati Uniti di Barack Obama, a supporto del quale ha anche organizzato due concerti nella Carolina del Nord, prima delle primarie del 6 maggio. Inoltre, il 21 gennaio del 2009, la band, insieme a Jay-Z, è stata invitata da Obama stesso all'"Obama Campaign Staff Ball" al DC Armory, dove Win ha potuto ringraziare il presidente per avere promosso lo smantellamento della campo di prigionia di Guantánamo.
Il 27 maggio 2010 viene annunciata la data di pubblicazione del terzo lavoro della band canadese, fissata per il 2 agosto in Inghilterra e per il giorno seguente negli Stati Uniti e in Canada. L'album è prodotto da Markus Dravs e mixato da Marcus Paquin, entrambi già contattati dalla band per la realizzazione di Neon Bible. L'album viene pubblicato con otto diverse covers, ognuna delle quali raffigura uno scorcio su case o quartieri delle zone suburbane, tema ispiratore dell'album. Il 5 agosto la band tiene un concerto al Madison Square Garden su YouTube, sulla scia dell'esperienza effettuata da altri artisti quali Alicia Keys o gli U2.
L'album ottiene un ottimo riscontro di critica, come era già avvenuto con i due precedenti album; alcuni lo definiscono il loro album più accessibile. Il successo commerciale è indubbiamente maggiore: le cifre della prima settimana dalla pubblicazione in America si attestano a circa 156,000 copie vendute, determinando il debutto al primo posto della Billboard 200; anche in Inghilterra e in Canada l'album raggiunge il primo posto e viene successivamente certificato disco di platino dalla BPI.
Il 13 novembre 2010, gli Arcade Fire partecipano per la seconda volta al "Saturday Night Live", dove suonano We Used to Wait e "Sprawl II (Mountains Beyond Mountains)". Il singolo We Used to Wait diventa inoltre colonna sonora di The Wilderness Downtown , esperimento interattivo di Google Chrome sviluppato in HTML5 e diretto dal regista Chris Milk.
Nel dicembre 2010 vengono rese note le nomination ai Grammy, che vedono la band competere in tre categorie: Miglior Album dell'Anno, Miglior Album Alternativa e Miglior Performance Rock di un Duo o di un Gruppo per "Ready to Start". The Suburbs si aggiudica il premio come album dell'anno, sbaragliando la concorrenza di pubblicazioni di artisti di maggior fama e successo commerciale quali Eminem e Katy Perry. Il successo viene replicato ai Brit Awards, dove la band vince come "Miglior Band Internazionale" e "Miglior Gruppo". Inoltre, nel marzo 2011 la band viene premiata per la seconda volta ai premi della musica canadese Juno Awards, dove vince come "Miglior Gruppo dell'Anno", "Cantautore dell'Anno" per "Ready to Start", "Sprawl II (Mountains Beyond Mountains)", e "We Used to Wait"; The Suburbs vince anche come "Album dell'Anno" e "Album Alternativa dell'Anno". Infine, il 19 settembre 2011 l'album vince il Polaris Music Prize, il più importante premio musicale canadese. In estate la band si imbarca in un nuovo tour.

### Reflektor(2013-2014)
Nel 2013 il gruppo è responsabile della colonna sonora del film Lei (Her) scritto e diretto da Spike Jonze che vede Joaquin Phoenix come protagonista. Il contributo maggiore viene dato da Will Butler assieme al compositore canadese Owen Pallet, già collaboratore della band in passato; i due ricevono una nomination agli Academy Awards nella categoria Miglior Colonna Sonora. Alla soundtrack partecipa anche Karen O degli Yeah Yeah Yeahs con la canzone "The Moon Song", un duetto con il frontman dei Vampire Weekend Ezra Konig che riceve la nomination agli Oscar nella categoria Miglior Canzone. La canzone "Superymmetry" viene scritta dagli Arcade Fire appositamente per il film, venendo inclusa nel nuovo album Reflektor. Anche la traccia Porno, dello stesso album, può essere ascoltata durante alcune scene del film.
Il 9 settembre 2013 viene pubblicato il singolo Reflektor, tratto dall'omonimo album. La canzone è accompagnata da un video interattivo realizzato da Vincent Morisset a Haiti e da un cortometraggio in bianco e nero diretto da Anton Corbijn.
Il 24 ottobre 2013 l'album viene reso disponibile in streaming integrale, accompagnato da scene del film Orfeo negro.
Il 3 novembre gli Arcade Fire aprono i YouTube Music Awards con una performance live di Afterlife cui partecipa anche l'attrice Greta Gerwig (e diretta da Spike Jonze). Poche settimane dopo, il 21 novembre, viene pubblicato il videoclip del brano, diretto dalla regista Emily Kai Bock e prodotto da The Creators Project.
Dal 16 marzo al 30 agosto il gruppo è impegnato nel Reflektor Tour, che prevede numerose date tra Stati Uniti, Canada e Europa. Il tour prevede anche due tappe in Italia, il 23 giugno a Roma (per il Rock in Roma) e il 24 giugno a Verona.

### Everything Now(2017)
Il 1º giugno 2017 viene annunciato il nuovo album Everything Now, pubblicato il 28 luglio 2017 anticipato dai singoli Creature Comfort, Everything Now, Signs of Life e Electric Blue. L'album segna il passaggio definitivo del gruppo a sonorità più vicine al dance rock e alla disco music, cambiamento sitlistico iniziato con Reflektor. Il tema principale dell'album è l'evoluzione dell'informazione e del web negli ultimi anni, oltre a tematiche come il suicidio e i social network.

### Wee abbandono di William Butler (2022)
Nel 2021 il gruppo annuncia di essere al lavoro per un nuovo album, intitolato We, che uscirà l'anno successivo.
Il 19 marzo 2022 William Butler annuncia sul proprio account Twitter di avere lasciato il gruppo.

## Formazione
Attuale
- Win Butler - voce, chitarra, basso, mandolino, pianoforte, tastiere (2001-)
- Régine Chassagne - voce, batteria, piano, xilofono, altri strumenti (2001-)
- Richard Reed Parry - chitarra, percussioni, contrabbasso, pianoforte, tastiere, synth, organo, voce (2001-)
- Sarah Neufeld - violino
- Tim Kingsbury - Basso, chitarra, voce (2003-)
- Jeremy Gara - batteria, chitarra, voce (2004-)

Ex componenti
- William Butler - percussioni, sintetizzatori, tastiere, basso, sitar, chitarra, voce (2003-2022)
- Josh Deu - chitarra
- Alan Lavian - basso
- Myles Broscoe - basso
- Brendan Reed - batteria, percussioni
- Dane Mills - basso, batteria
- Tim Kyle - chitarra
- Howard Bilerman - batteria

## Discografia
- 2004 – Funeral
- 2007 – Neon Bible
- 2010 – The Suburbs
- 2013 – Reflektor
- 2017 – Everything Now
- 2022 – We
- 2025 - Pink Elephant

## Tour
- Funeral Tour (2003-2005)
- Neon Bible Tour (2007-2008)
- The Suburbs Tour (2010-2011)
- The Reflektors Mini Tour (2013)
- Reflektor Tour (2014)
- We Tour (2022)

## Curiosità
- Il brano Abrahams' Daughter fa parte della colonna sonora del film Hunger Games del 2012;
- Il singolo Rebellion (Lies), estratto dall'album Funeral, è stato scelto come sigla del programma televisivo Otto e mezzo in onda su LA7 dal 2008;
- Il singolo No Cars Go, estratto dall'album Neon Bible, è stato scelto come sigla del programma televisivo domenicale di Rai 2 Quelli che il calcio dal 18 settembre 2011 al 19 maggio 2013;
- Regine e Win hanno composto con la collaborazione di Owen Pallett la colonna sonora del film The Box;
- Il singolo Wake Up fa parte della colonna sonora del film I sogni segreti di Walter Mitty (2013);
- Hanno partecipato alla realizzazione della colonna sonora del film Lei; la canzone Supersimmetry, inizialmente composta appositamente per il film, è inclusa nell'album, Reflektor;
- Il brano Deep Blue fa parte della colonna sonora del film Boyhood (2014);
- Nella serie tv Netflix Tredici, Clay, il protagonista, possiede un poster degli Arcade Fire attaccato in camera sua;
- Nella serie tv “the Office” nell’episodio sette stagione sette, la bambina di Jim e Pam indossa una maglia degli Arcade Fire.